# Xã Perry, Quận Jefferson, Pennsylvania
Xã Perry (tiếng Anh: Perry Township) là một xã thuộc quận Jefferson, tiểu bang Pennsylvania, Hoa Kỳ. Năm 2010, dân số của xã này là 1.226 người.